# Annales de Mathématiques Pures et Appliquées

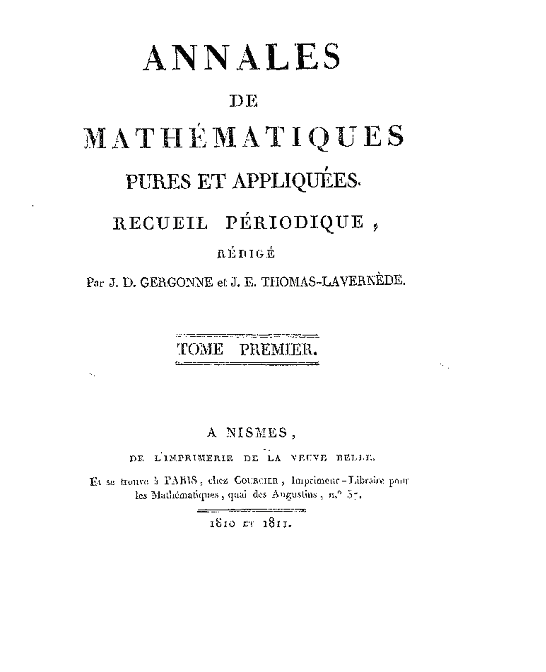
Första bandets titelsida.

Annales de Mathématiques Pures et Appliquées ("Annaler för ren och tillämpad matematik") var en fransk matematiktidskrift som gavs ut av Joseph Gergonne från 1810 till 1831, de två första åren i samarbete med Joseph Esprit Thomas-Lavernède (som, liksom Gergonne, var lärare vid Lycée de Nîmes). Den räknas som den första större tidskrift som helt var inriktad på matematik – även om några kortlivade försök gjorts tidigare Tillkomsten av Annales de Gergonne, som den också kallas, markerar den "kursändring" som matematiken gjorde under 1700-talet, från att främst vara en "hjälpvetenskap" till övriga vetenskaper, till att bli ett eget forskningsfält som ej nödvändigtvis hade koppling till den fysiska verkligheten. Gergonne inledde första häftet med: 
"Det är en notervärd säregenhet att, medan det finns en mängd tidskrifter som behandlar allt från politik, juridik, jordbruk, handel, fysik och naturvetenskap till konst och litteratur, de exakta vetenskaperna [=matematiken], som så framgångsrikt utövas idag, inte har en enda regelbundet utkommande publikation som är tillägnad dem; ingen som låter geometriker att etablera ett inbördes utbyte, eller bättre uttryckt, en typ av åsikts- och idégemenskap som besparar dem forskning som utförs i onödan, bara för att de inte har kännedom om att arbetet redan gjorts."
Annalerna skulle även innehålla bokanmälningar och varsamma ("mitt mellan författarens önskemål och läsarens förväntningar") recensioner av nyutkommna verk. Gergonne införde även det "problemlösnings- och frågeavsnitt" som blev standard i efterkommande tidskrifter.
"Gergonnes Annaler" gavs ut månadsvis som häften på 32 till 40 sidor, vilka sedan även bands ihop årgångsvis och såldes i bokform. En märkvärdighet härvidlag var att Gergonne räknade årgångana från juli till juni nästkommande år (eftersom första häftet gavs ut i juli 1810 och Gergonne följde således det akademiska året, "skolåret"; första bandet omfattade därför 1810–1811 och det sista, påbörjade men ej avslutade, 1831–1832).
Sammanlagt publicerades 948 artiklar (nästan 9 000 sidor) av nära 140 olika författare, bland vilka kan nämnas: Abel, Ampère, Brianchon, Cauchy, Chasles, Crelle, Dupin, Galois, Lacroix, Lamé, Libri, Plücker, Poisson, Poncelet, Quételet och Steiner.
Trots att Gergonne bodde i Nîmes och från 1816 i Montpellier (som matematik- och astronomiprofessor vid universitetet där), trycktes Annales av Courcier (från 1825 av Bachelier, som då tog över Courciers verksamhet) i Paris.
Efter julirevolutionen 1830 utsågs han till rektor för Montpelliers universitet, men den därmed ökade arbetsbelastningen (och på grund av att tryckeribranchen hade svårigheter under tiden som följde på revolutionen) gjorde att han tvingades lägga ner sina Annales året därpå.
Annales var förebild först för August Leopold Crelles tyska Journal für die reine und angewandte Mathematik (grundad 1826) och Jean Guillaume Garnier och Adolphe Quetelets belgisk/nedeländska Correspondance mathématique et physique (1825–1839) och sedan för Joseph Liouvilles franska uppföljare till Annales: Journal de Mathématiques Pures et Appliquées (grundad 1836). Andra tidskrifter för "ren och tillämpad matematik" följde i kölvattnet, som engelska The Quarterly Journal of Pure and Applied Mathematics (Cambridge 1855) och italienska Annali di Matematica Pura ed Applicata (1858).